# Helix (zoologia)
Helix  Linnaeus, 1758 è un genere di molluschi gasteropodi della famiglia Helicidae.

## Tassonomia
Il genere comprende le seguenti specie:
- Helix albescens Rossmässler, 1839
- Helix anctostoma Martens, 1874
- Helix antiochiensis Kobelt, 1896
- Helix asemnis Bourguignat, 1860
- Helix barbeyana De Stefani in De Stefani et al., 1891 †
- Helix borealis Mousson, 1859
- Helix buchii (Dubois de Montpéreux, 1840)
- Helix calabrica Westerlund, 1876
- Helix cincta O. F. Müller, 1774
- Helix crocea Gmelin, 1791
- Helix divionensis J. Martin, 1866 †
- Helix dormitoris Kobelt, 1898
- Helix engaddensis Bourguignat, 1852
- Helix escherichi O. Boettger, 1898
- Helix fathallae Nägele, 1901
- Helix figulina Rossmässler, 1839
- Helix gussoneana L. Pfeiffer, 1848
- Helix hedenborgi L. Pfeiffer, 1846
- Helix kazouiniana Pallary, 1939
- Helix krejcii Wenz in Krejci-Graf & Wenz, 1926 †
- Helix ligata O. F. Müller, 1774
- Helix lucorum Linnaeus, 1758
- Helix lutescens Rossmässler, 1837
- Helix melanostoma Draparnaud, 1801
- Helix mileti Kobelt, 1906
- Helix mrazeci Sevastos, 1922 †
- Helix nicaeensis A. Férussac, 1821
- Helix nucula Mousson, 1854
- Helix pachya Bourguignat, 1860
- Helix pathetica Mousson, 1854
- Helix pelagonesica (Rolle, 1898)
- Helix philibinensis Rossmässler, 1839
- Helix pomacella Mousson, 1854
- Helix pomatella Kobelt, 1876
- Helix pomatia Linnaeus, 1758
- Helix pronuba Westerlund & Blanc, 1879
- Helix salomonica Nägele, 1899
- Helix schlaeflii Mousson, 1859
- Helix secernenda Rossmässler, 1847
- Helix straminea Briganti, 1825
- Helix sublutescens Wenz in Krejci & Wenz, 1926 †
- Helix thessalica O. Boettger, 1886
- Helix valentini Kobelt, 1891
- Helix vladica (Kobelt, 1898)

### Binomi obsoleti
- Helix aperta Born, 1778 = Cantareus apertus (Born, 1778)
- Helix aspersa Müller, 1774  = Cornu aspersum (Müller, 1774)
- Helix pisana Müller, 1774 = Theba pisana (Müller, 1774)
- Helix platychela Menke, 1830 = Marmorana platychela (Menke, 1830)
- Helix subplicata = Idiomela subplicata.
- Helix vermiculata Müller, 1774 = Eobania vermiculata (Müller, 1774)